# إدسون غويليرمي مينديز دوس سانتوس
إدسون غويليرمي مينديز دوس سانتوس (بالبرتغالية: Edson Guilherme Mendes dos Santos) هو لاعب كرة قدم برازيلي في مركز لاعب وسط، ولد في 4 يونيو 1997 في ريو دي جانيرو في البرازيل. لعب مع نادي كوريتيبا.

## وصلات خارجية
- إدسون غويليرمي مينديز دوس سانتوس على موقع قاعدة بيانات كرة القدم.إي يو (الإنجليزية)
- إدسون غويليرمي مينديز دوس سانتوس على موقع Soccerway.com (الإنجليزية)